# María Alejandra Díaz
María Alejandra Díaz Marín (Caracas, 13 de septiembre de 1966) es una abogada constitucionalista venezolana y representante del Estado ante la Comisión y la Corte Interamericana de Derechos Humanos. Se desempeñó como miembro y vicepresidenta de la Comisión de Justicia y Tutela Efectiva de la Asamblea Nacional Constituyente de Venezuela de 2017. Ha sido conductora del programa Leyes del Pueblo transmitido por Venezolana de Televisión (VTV), consultora jurídica del canal y autora de varios artículos de opinión en Aporrea.
En 2024 el Tribunal Supremo de Justicia de Venezuela suspendió temporalmente su ejercicio como abogada por interponer un recurso en favor del candidato Enrique Márquez después las elecciones presidenciales de Venezuela de 2024.

## Carrera
Se graduó como abogada en 1989 en la Universidad Santa María, con especializaciones y maestría en docencia, y más adelante obteniendo magísteres en ciencias políticas en la Universidad Simón Bolívar, y en derecho constitucional internacional y derechos humanos en la Universidad Nacional a Distancia de España. En 2007 impulsó la fundación de la Televisora Venezolana Social (TVES), del canal Ávila TV entre 2008 y 2011, y ha sido consultora jurídica del canal estatal Venezolana de Televisión (VTV) y de la Radio del Sur, al igual que conductora del programa Leyes del Pueblo transmitido por VTV. A partir de marzo de 2014 conduce el programa de radio Con todos los hierros junto con Erick Rodríguez, y a partir de marzo de 2017 es columnista semanal del diario Últimas Noticias. Es profesora de comunicación social en la Universidad Bolivariana de Venezuela y juez suplente de la Corte Disciplinaria Judicial. Ha criticado en numerosas ocasiones la actuación de la Comisión y la Corte Interamericana, como en el caso de la solicitud de medida cautelares de Hugo Chávez durante el 11, 12 y 13 de abril, y el caso RCTV.
Antes de las elecciones presidenciales de 2024 Díaz anunció que no apoyará al presidente Nicolás Maduro. Después de las elecciones, Díaz opinó que Venezuela tendrá un problema de legitimidad de origen que va a traer consecuencias sobre la gobernabilidad y no descarta la posibilidad de insistir en que se deben agotar las vías institucionales a fin de que el país sea escuchado. afirmó que había corroborado algunas actas con las proporcionadas por la oposición y todas coincidieron, Díaz, no aboga “por uno u otro” lo que se exige “es transparencia, queremos saber qué dijo la voluntad popular del venezolano”.
El 24 de septiembre de 2024 interpuso un amparo junto a otras personalidades entre ellos el candidato presidencial Enrique Márquez por no publicar de manera detallada los resultados de los comicios del pasado 28 de julio. La Sala Constitucional del Tribunal Supremo de Justicia, declaró inadmisible el recurso el 5 de noviembre, Díaz fue multada, se le suspendió a ejercer temporalmente su profesión a la abogada Alejandra Díaz y ordenó pasarla a un tribunal disciplinario de una manera exabrupta por exijir el cumplimiento de la ley, al presentar el recurso. Alejandra Díaz expresó: «Los accionantes no ofendieron ni generaron zozobra alguna sólo están pidiendo cumplir con las sentencias 31 de la Sala Electoral y 211 y 212 de la Sala Constitucional y sus criterios jurisprudenciales vinculantes».